# Hahn (Wappentier)

Wappen von Hähnlein

Das Wappentier Hahn wird als Wappenbild in der Regel kampfbereit dargestellt.
Er ist wenig stilisiert. Die Blickrichtung ist rechts (heraldisch) und ein Fuß ist erhoben. Der Schwanz hat nur wenige Federn, aber dafür ist der Kamm immer eine Besonderheit bei der Farbgebung (Tingierung). Eine besondere Form ist der Hahn mit ausgebreiteten Flügeln. Es ist dann ein flugbereiter Hahn, zuweilen auch als streitender Hahn blasoniert. Ein Hahn, der eine Kralle deutlich emporhält, wird streitend oder streitfertig genannt. Es wird die Bewehrung (Kamm, Lappen, Krallen bzw. Fuß mit Sporn) durch Andersfarbigkeit genutzt, den Hahn schöner aussehen zu lassen. Der aufgesperrte Schnabel wird als krähend blasoniert.
In vielen Wappen steht der Hahn im Burgtor, häufig auf einem Dreiberg; zum Beispiel Frankfurt (Oder).

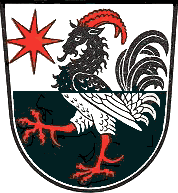
Hahn mit Ziegenkopf im Wappen von Ziegenhain

Der Kopf kann einen Helm aufgesetzt bekommen. Daraus wird dann ein verkappter Hahn. Es kann auch nur der Kopf im Wappen erscheinen. Im Austausch des Hahnenkopfes wird auch in Wappen ein Männerkopf mit spitzem Hut (Judenhut) wie im Wappen von Böhmisch Trübau gewählt. Diese extrem seltene Figur ist ein Fabelwesen und wird als Harpyie bezeichnet. Es gibt auch Hähne mit Fischschwanz (Seehahn, en. cock with fish-tail, fr. coq mariné), z. B. im bürgerlichen Wappen von Georg Aigl aus Würzburg (1579) und Hähne mit Ziegenkopf, beides Chimären.
Zwischen 1789 und 1804 war der Hahn französisches Wappentier und symbolisierte die errungenen Freiheiten. Im Wappen von Versailles ist er doppelköpfig (Doppelhahn), eine ungewöhnliche Form.
Auch das Logo der EVP zeigt einen Hahn.
Ist in der Blasonierung von einem calekutischen oder kalkutischen Hahn die Rede, ist das seltene Wappentier Truthuhn gemeint. Der Begriff bezieht sich auf ein ehemaliges ostindisches Teilreich. Siebmacher beschreibt in seinem Wappenbuch das Wappen der Hünerwadel in Bern mit einem Truthahn.

## Beispiele

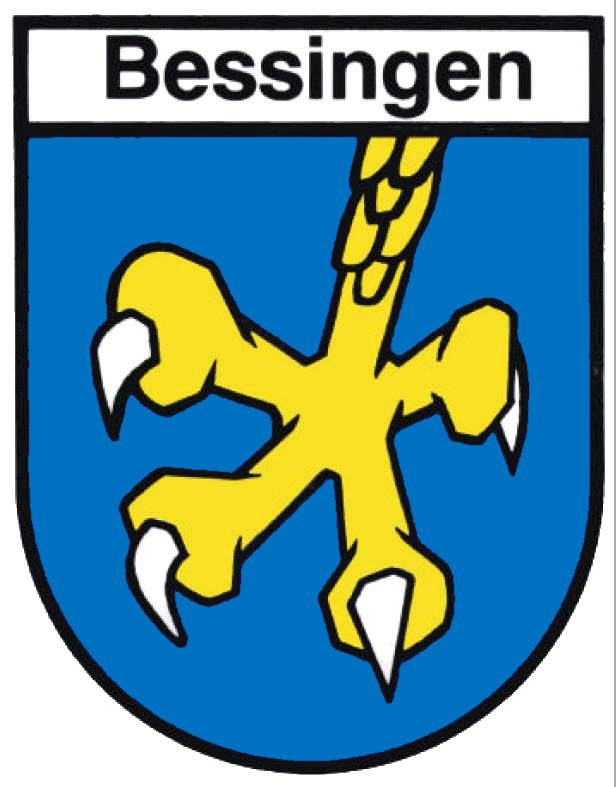
Hahnenfuß im Wappen von Bessingen
Wappen von Frankfurt (Oder)
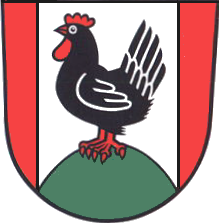
Wappen von Georgenthal-Nauendorf
Wappen von Gerach in Oberfranken
Wappen von Golzow
Redend, so in Haan mit streitendem schwarzem Hahn (bergischem Kräher) und ausgerissener Feder
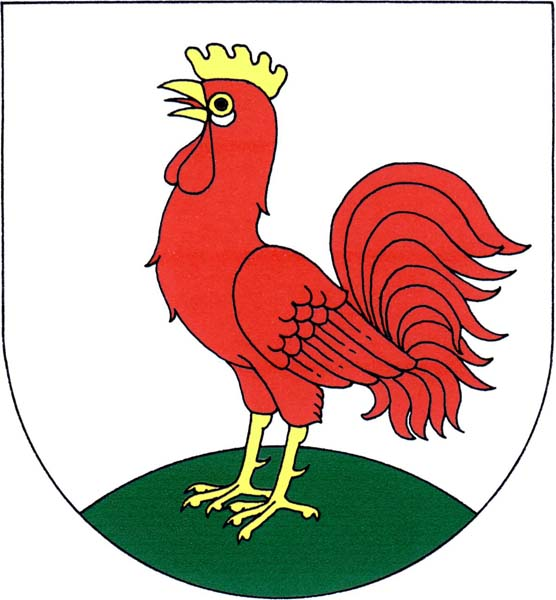
Haan (tsch. Háj u Duchcova)
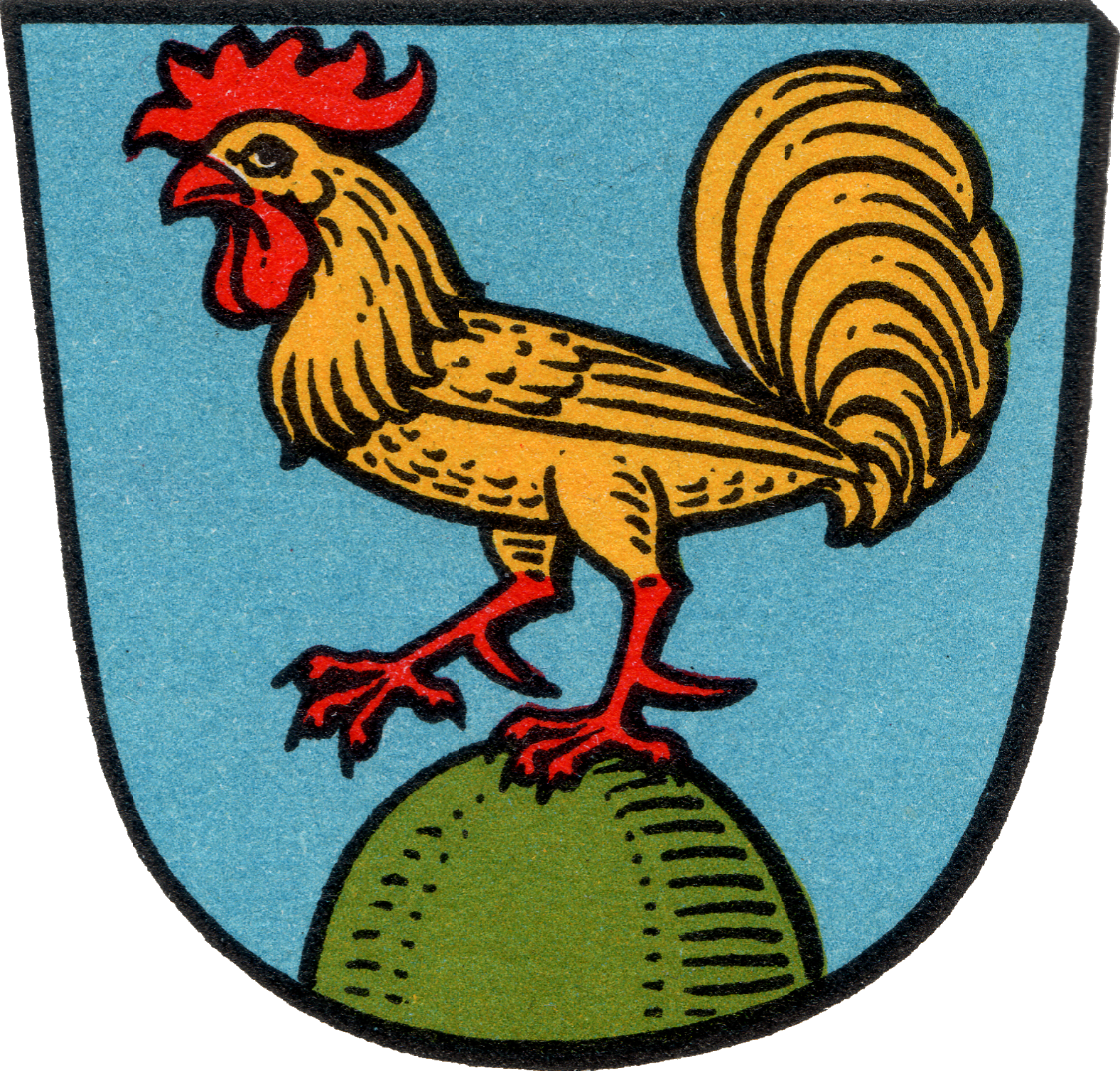
Engenhahn oder
Hahndorf, mit Wetterfahne
Wetterhahn in Albertslund Kommune
Wappen von Horhausen
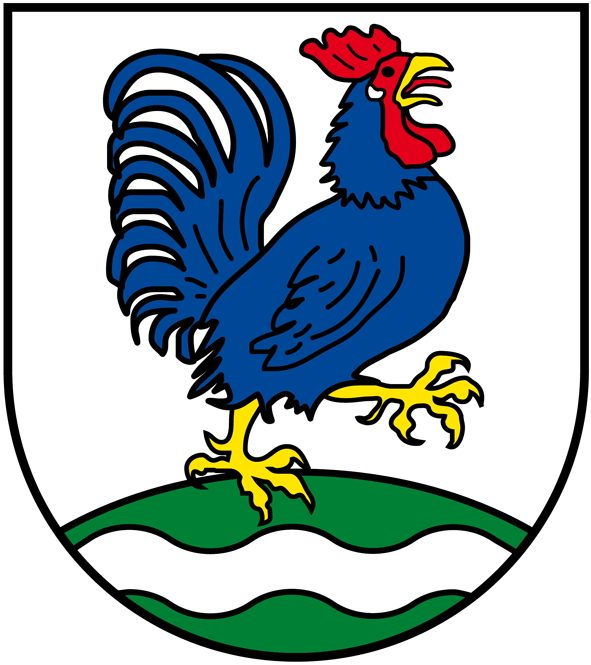
Wappen von Jerichow-Klitsche
Wappen von Letschin
Hornblasender (!) Hahn in Mechern
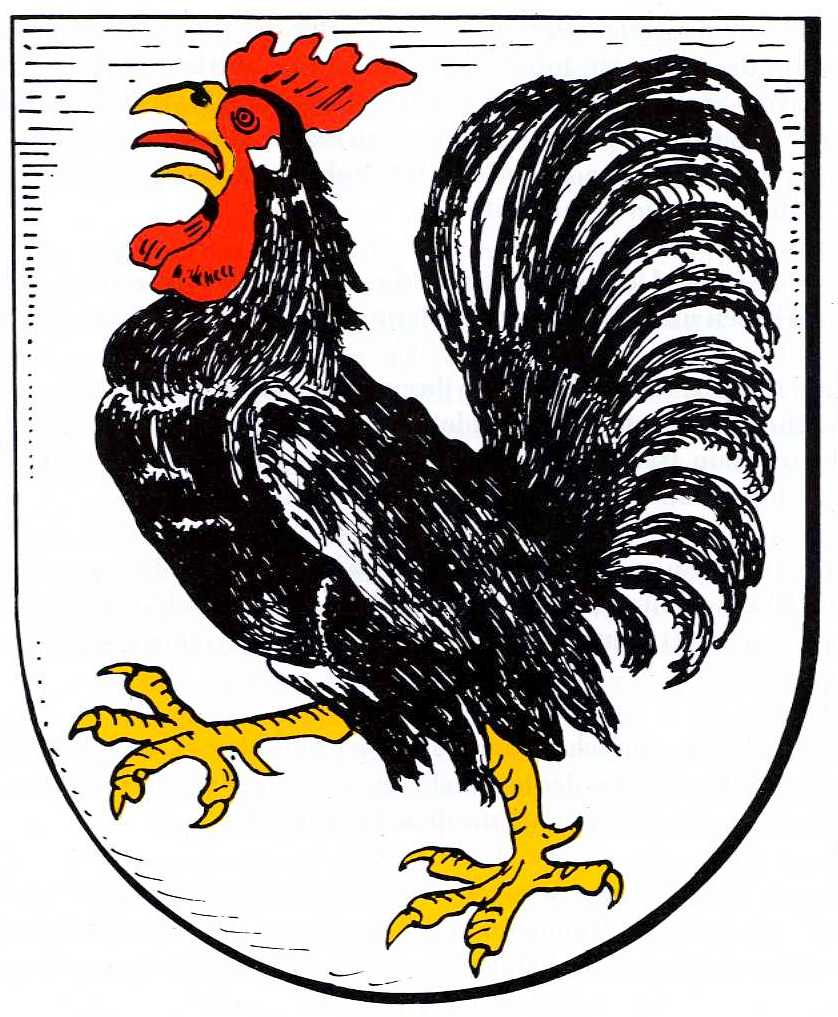
Wappen von Seelze
Wappen von Thalmassing
Birkhahn in Twist (Emsland)
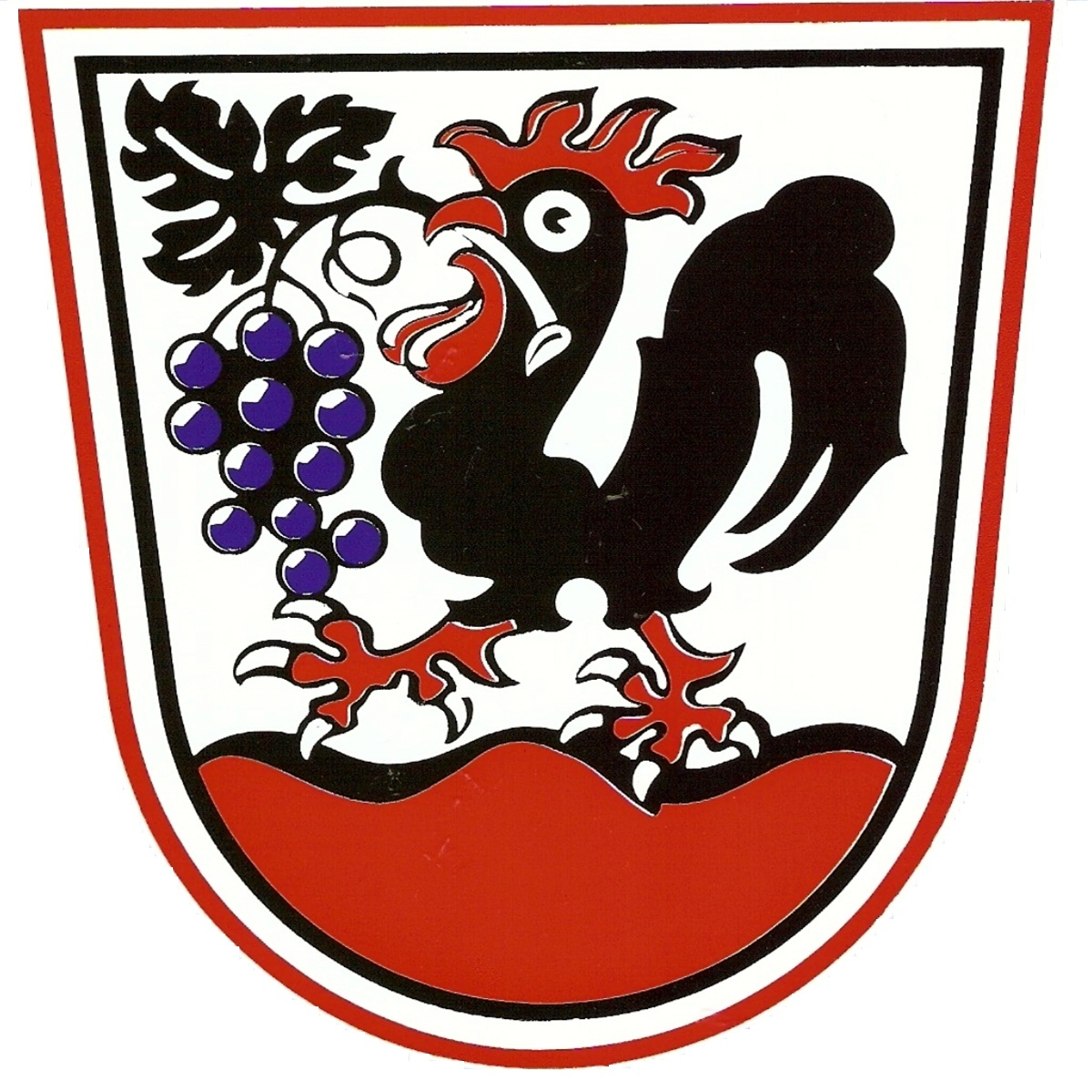
Hahn mit Weinrebe: Scheffau/Allgäu
Wappen von Bad Reinerz (pln. Duszniki-Zdrój)
Wappen von Böhmisch Trübau (tsch. Česká Třebová) mit Mischwesen
Wappen von Brünn-Kohautowitz (tsch. Brno-Kohoutovice)
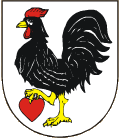
Wappen von Hennersdorf (tsch. Jindřichov)
Wappen von Kojetitz (tsch. Kojetice)
Hahn in Laitila (Finnland)
Hahn in Oława (Polen)
Hahn in Koppigen (Schweiz)
Hahn in Veltheim AG (Schweiz)
Hahn in Kistarcsa (Ungarn)
Drei Köpfe im Wappen des Jesus College (Cambridge)
Wappen der Grafen von Hahn aus Mecklenburg
Wappen derer von Spee
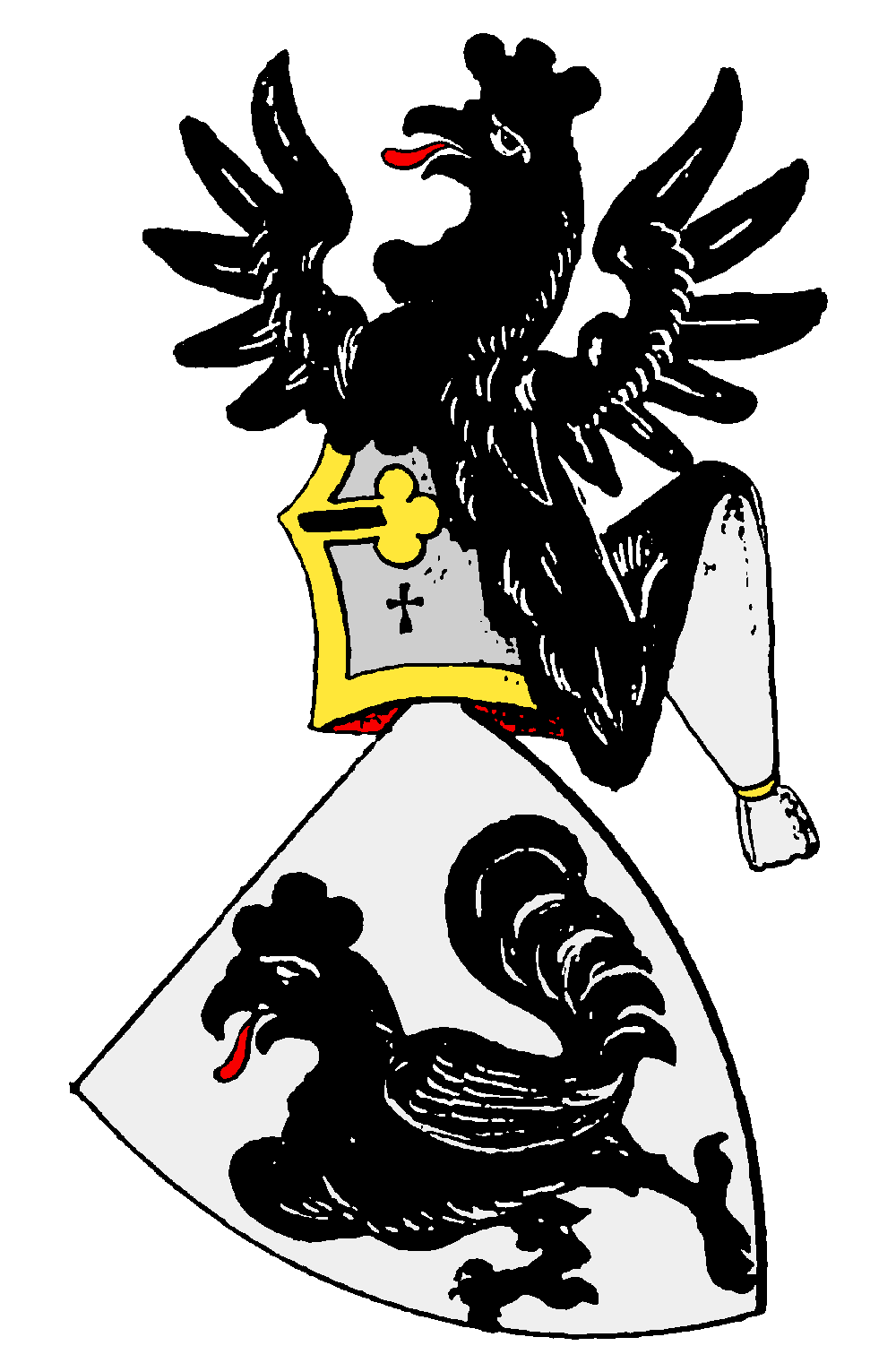
Stammwappen derer von Polier
Doppelköpfiger Hahn in natürlichen Farben im Versailler Wappen
Staatswappen von Kenia
Crest mit drei Hahnenkämmen
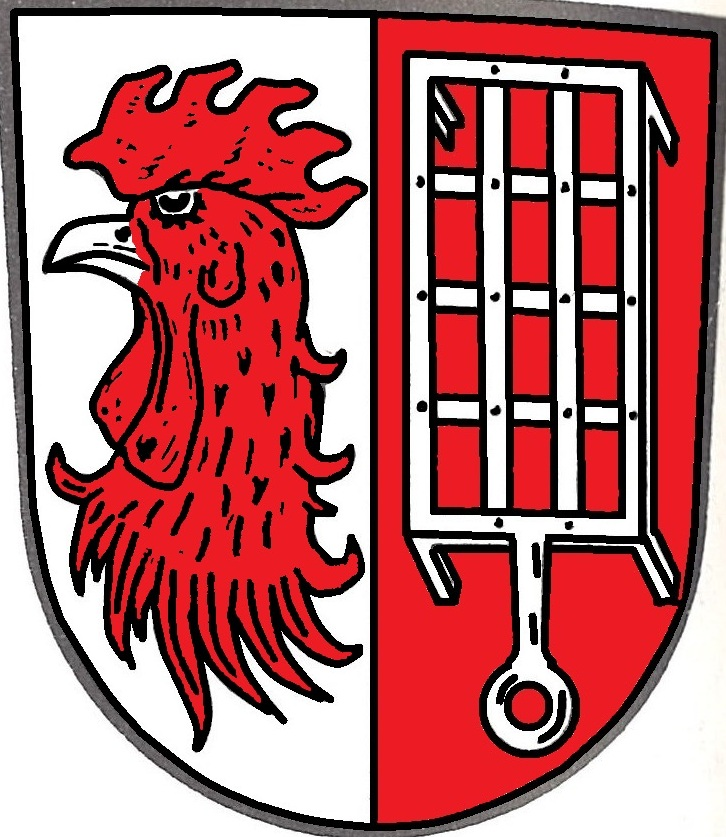
Kitzingen-Repperndorf Hahnenkopf

## Glauben

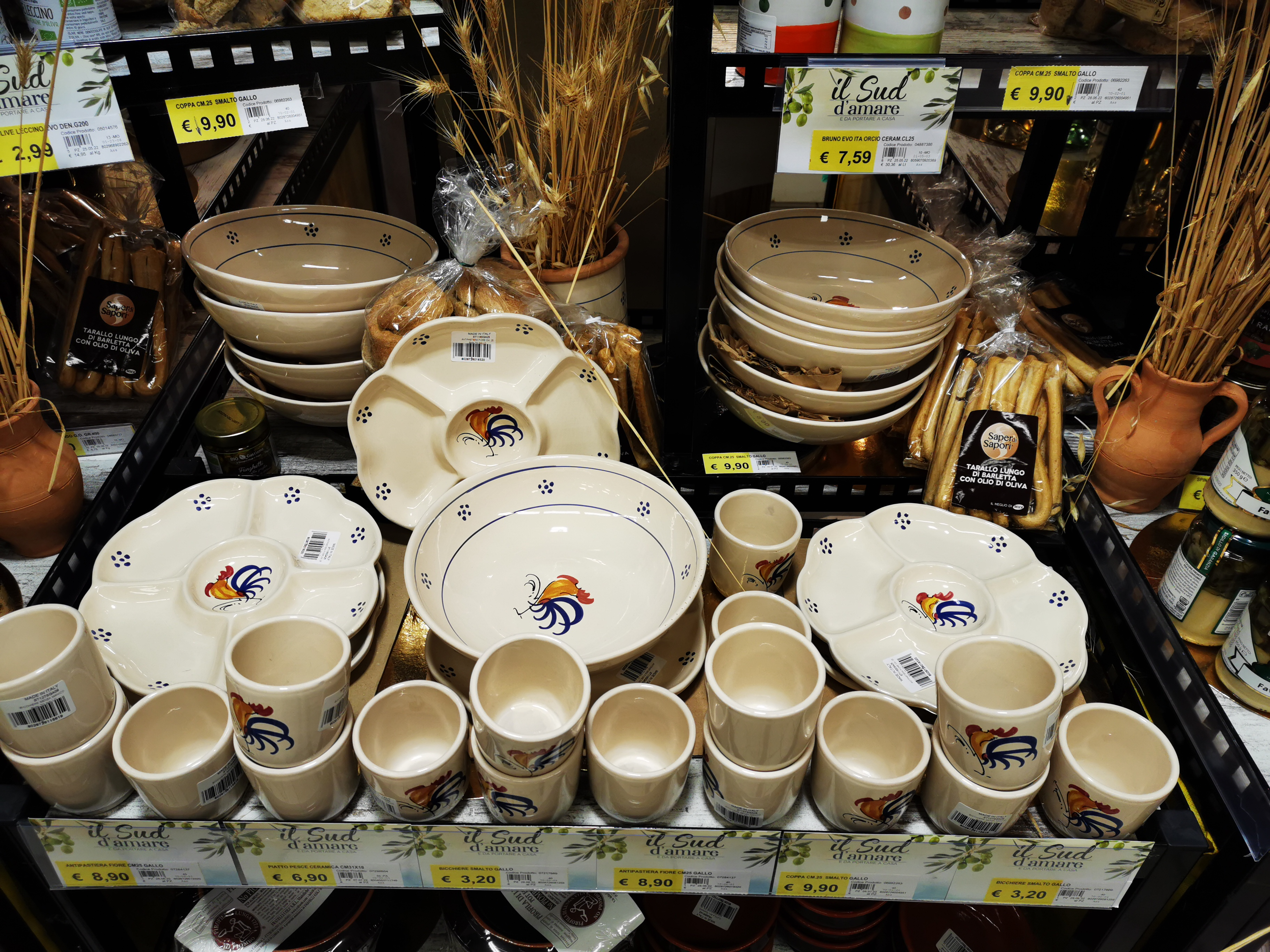
Traditionelle Gebrauchskeramik aus Grottaglie mit dem Hahn als jahrhundertealtem Symbol

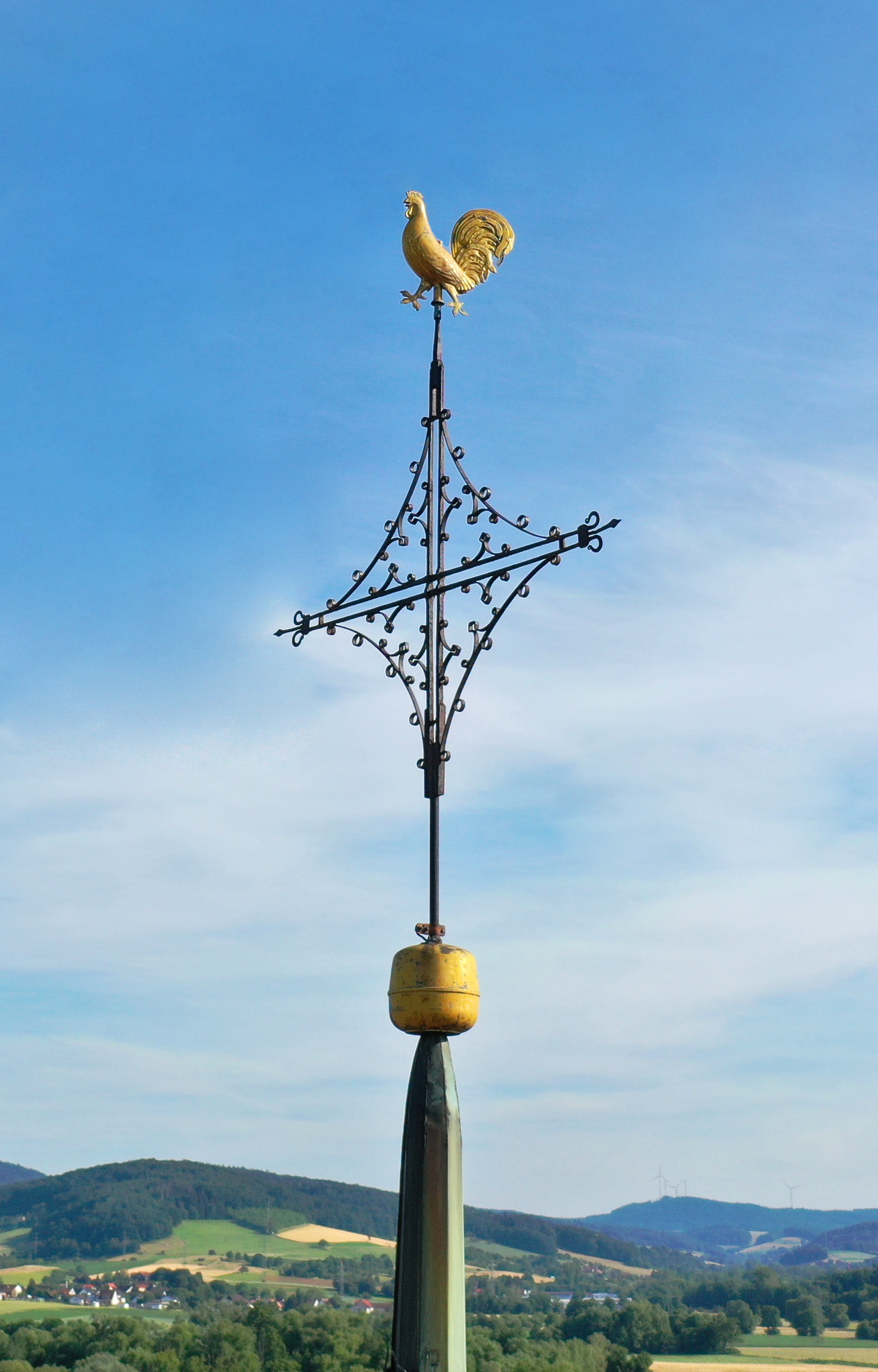
Wetterhahn der Kirche St. Markus in Brensbach im Odenwald

Im Volksglauben ist der Hahn das Symbol für Kampflust und Kampfbereitschaft, auch der Wachsamkeit und des Sonnenaufgangs.
In der assyrischen Mythologie war der Hahn Symbol des Feuergottes Nusku und des Sonnengottes Schamasch. In der griechischen Mythologie (bzw. römischen Mythologie) war er der Pallas Athene (Minerva), dem Ares (Mars), Hermes (Mercurius), Apollon, dem Asklepios (Äskulap), der Demeter (Ceres) und Persephone (Proserpina) heilig. Die Römer konnotierten den Hahn besonders mit Mercurius, dem Gott der Redekunst, des Handels, der Kaufleute und der Diebe. Er galt ihnen als Sinnbild der Munter- und Wachsamkeit, als Symbol für die Hauswächter und Hirten, und sie bildeten ihn auf Gegenständen des täglichen Bedarfs ab.
Gleichzeitig wurde der Hahn mit der aufgehenden Sonne in Verbindung gebracht, metaphorisch dann auch mit der spirituellen Wiedergeburt und dem Triumph der Wahrheit über Ungerechtigkeit und Lügen. Die Bibelstellen, die über drei Hahnenschreie im Zusammenhang mit der Verleugnung Jesu durch Petrus berichten ((Mt 26,34 ), (Mk 14,30 ), (Lk 22,34 ) und (Joh 13,38 )) und den Hahnenschrei in Gleichnissen zur Wachsamkeit erwähnen, spielen auf diese Zusammenhänge an. Die Römer, die den Hahnenschrei als Zeichen des Sonnenaufgangs religiös deuteten, teilten ihre Nachtwachen nach dem ersten, zweiten und dritten Hahnenschrei ein. Wetterhähne auf Kirchturmspitzen, die als oberstes und erstes Bauteil einer Kirche die aufgehende Sonne reflektieren, gehören in den gleichen Symbol- und Bedeutungszusammenhang. Durandus von St. Pourçain erklärte den Hahn als Nachtverscheucher, Prediger und Erwecker vom Schlaf und ließ ihn auf Kirchen setzen. Auf altchristlichen Grabsteinen und Sarkophagen erscheint der Hahn als Verkünder des Tages.
In der nordischen Mythologie wecken z. B. zwei Hähne die Helden in Odins und die Mächte in Hels Sälen. Anderswo verscheucht er den Spuk der Unholde. Weitere Beispiele aus dem Volksglauben: Wird ein kohlrabenschwarzer Hahn sieben Jahre alt, so legt er ein Ei, aus dem ein Drache entsteht. Der Patron der Hähne ist St. Gallus, manchmal auch St. Veit. Petrus mit Hahn ist der Schutzpatron der Uhrmacher.

## Der gallische Hahn

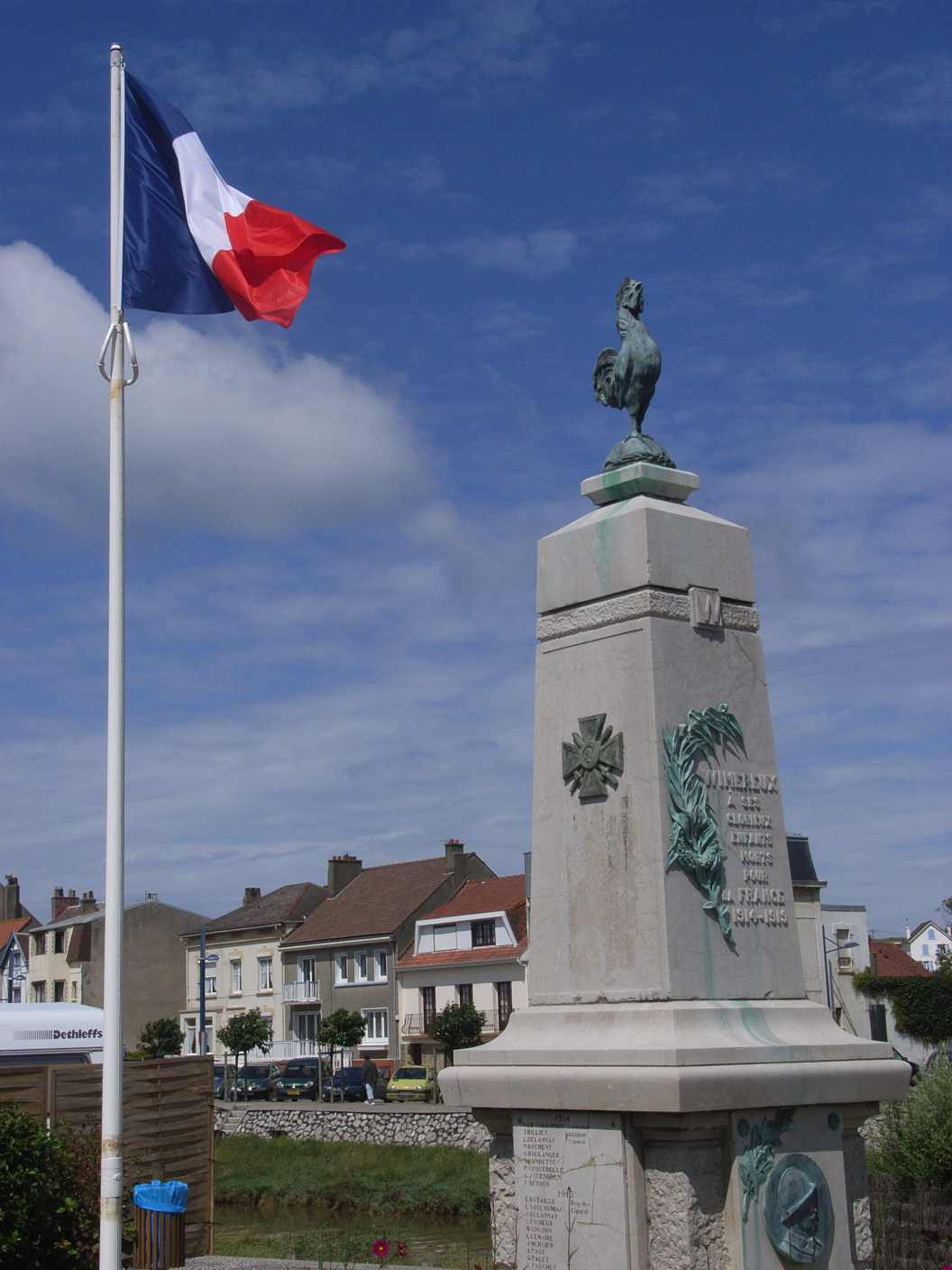
Gallischer Hahn als Nationalsymbol auf einem Ehrenmal

Der Hahn gilt unter anderem als Nationalsymbol von Frankreich. Der Ursprung ist nicht eindeutig, da kein Nachweis auf alten Münzen und Grabsteinen usw. zu finden ist. Man nimmt an, dass der Gallische Hahn aus der Doppelsinnigkeit des lateinischen Wortes gallus („Hahn“ und „Gallier“) entstanden ist, was bereits der antike römische Geschichtsschreiber Suetonius festhielt. In der Französischen Revolution 1789 ersetzte der Hahn auf den Heeresfahnen die Insignien des bourbonischen Königtums. Napoleon I. ersetzte ihn durch den Adler, den aber die Regierung der Restaurationsperiode wieder abschaffte. Nach der Julirevolution wurde der Hahn wieder in die Fahnen aufgenommen. 1852 wurde er abermals durch den Adler ersetzt.
Heute wird der gallische Hahn als Wappentier für die Wallonische Region, die französische Gemeinschaft Belgiens, die Französische Fußballnationalmannschaft (Fédération Française de Football) und die Französische Rugby-Union-Nationalmannschaft (Fédération française de rugby) benutzt (siehe auch Keltomanie).
Seit April 2015 verwendet das Französische Olympische Komitee (CNOSF) eine stilisierte Version des Gallischen Hahnes im Logo. Gleiches gilt für den 1933 gegründeten Weinproduzenten E. & J. Gallo Winery.
|  |

## Koppe
Mit Koppe oder Kapaun wird der Hahn im Wappen der Freiherren von Köppelle oder Köppele aus dem Passauischen Geschlecht benannt. Der Heraldiker Hefner sieht darin eine Anspielung auf den Adelsnamen. Johann Wolfgang Köppele wurde 1739 von Kaiser Karl VI. in den Adelsstand erhoben. Spätere Familienmitglieder wurden in den Freiherrenstand durch den Kurfürsten Maximilian Joseph von Bayern erhoben.